# بروس بلامر
بروس بلامر (بالإنجليزية: Bruce Plummer)‏ هو لاعب كرة قدم أمريكية أمريكي، ولد في 1 سبتمبر 1964 في بوغالوسا في الولايات المتحدة.

## وصلات خارجية
- بروس بلامر على موقع مرجع كرة القدم المحترفة.كوم (الإنجليزية)